# Schätzgütemaße für kategoriale Insolvenzprognosen
Schätzgütemaße für kategoriale Insolvenzprognosen messen die Qualität kategorialer Insolvenzprognosen. Als kategoriale Insolvenzprognosen werden Insolvenzprognosen bezeichnet, die lediglich zwei mögliche Ausprägungen zur Beurteilung der gerateten Unternehmen kennen: „Unternehmen A wird voraussichtlich (innerhalb des nächsten Jahres) ausfallen“ vs. „Unternehmen B wird voraussichtlich (innerhalb des nächsten Jahres) nicht ausfallen“.

## Arten von Prognosefehlern

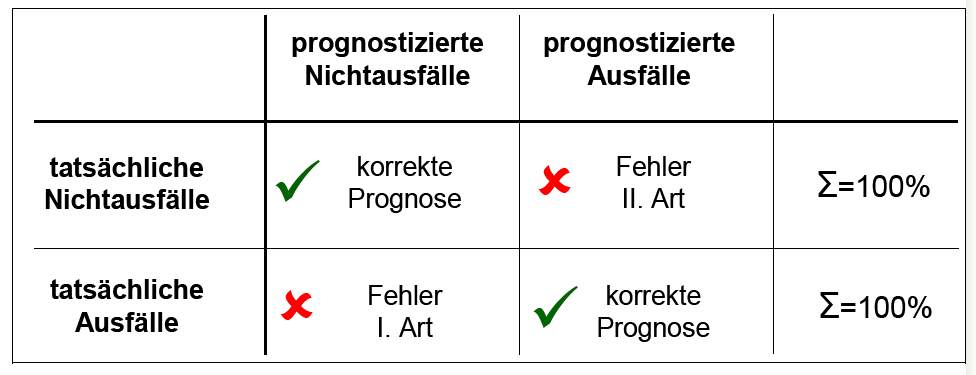
Kontingenztabelle

Kategoriale Insolvenzprognosen teilen die zu beurteilenden Unternehmen in zwei Gruppen, „voraussichtlich insolvent“ vs. „voraussichtlich nicht insolvent“ ein. Keines der heute verwendeten Insolvenzprognoseverfahren ist jedoch auch nur annähernd in der Lage, derart 
trennscharfe und gleichzeitig stets korrekte Prognosen zu erstellen. Abgesehen von „Zufallstreffern“ in kleinen Stichproben, werden kategoriale Insolvenzprognosen deshalb stets Fehler aufweisen. 
Hierbei gibt es zwei mögliche Fehlerarten: Fehler des Typs I – tatsächliche Ausfälle, die als Nicht-Ausfälle prognostiziert wurden (auch Fehler 1. Art, α-Fehler, false negative proportion) – und Fehler des Typs II – tatsächliche Nicht-Ausfälle, die als Ausfälle prognostiziert wurden (auch Fehler 2. Art, β-Fehler, false positive proportion). Üblich ist es, Fehler des Typs I ins Verhältnis zu allen tatsächlichen Ausfällen und Fehler des Typs II ins Verhältnis zu allen tatsächlichen Nicht-Ausfällen zu setzen (siehe die folgende Abbildung).
In der Insolvenzprognoseliteratur werden die Terme 100 % – Fehler 1. Art auch als Trefferquote
(hit rate, true positive proportion) und Fehler 2. Art auch als Fehlalarmquote (false alarm rate) bezeichnet.

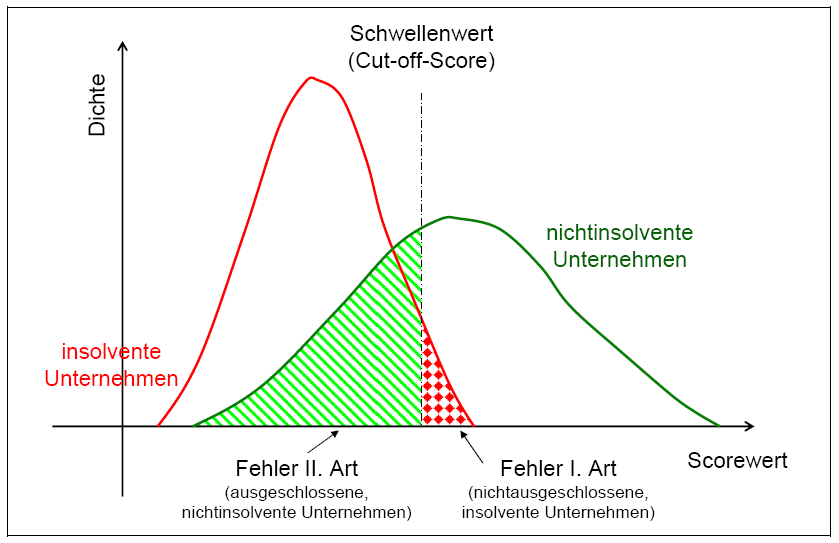
Klassifizierungsfehler in Abhängigkeit vom gewählten Schwellenwert und den Scoredichtefunktionen für insolvente und nichtinsolvente Unternehmen

Als Gütemaße können beispielsweise der ungewichtete Mittelwert beider Fehlerquoten oder aber ein gewichteter Mittelwert, wobei als Gewichtungsfaktoren beispielsweise die Anteile der Ausfaller und Nichtausfaller an allen Unternehmen des Samples verwendet werden können („Bayesscher Gesamtfehler“) oder aber die Kosten, die mit beiden Fehlerarten verbunden sind (Fehler-Typ I: Kreditausfallkosten, Fehler-Typ II: entgangene Kreditmarge, sonstiges „Cross-Selling-Geschäft“).
Des Weiteren besteht bei allen Verfahren, die kategoriale Insolvenzprognosen erstellen, ein Zielkonflikt zwischen Fehlern I und II. Art. Je nach Parametrisierung des Insolvenzprognoseverfahrens kann erreicht werden, dass 0 % aller Ausfälle und 100 % aller Nichtausfälle – oder umgekehrt – richtig erkannt werden, und auch eine Feinjustierung zwischen diesen Extrempunkten ist in der Regel möglich (siehe die Abbildung unten). Angesichts der unendlich vielen alternativen Möglichkeiten ist die Wahl einer konkreten Fehler-I-II-Kombination demnach willkürlich und kann somit nur bedingt geeignet sein, die Qualität eines Verfahrens zu messen.
Eine denkbare Rechtfertigung für die Beschränkung auf eine einzige Fehler-I-II-Kombination bei der Beurteilung der Schätzgüte eines Verfahrens wäre die Verwendung von „optimalen“ („kostenminimalen“) Fehlerkombination I. und II. Art. Welche Fehler-I-II-Kombination jedoch „optimal“ ist, ist subjektiv verschieden – bei einer Bank sind die Kosten für einen Fehler I. Art im Verhältnis zu einem Fehler II. Art vermutlich wesentlich höher als bei einem Lieferanten des Unternehmens – ist von subjektiv beeinflussbaren Nebenbedingungen abhängig (beispielsweise den konkreten Ausgestaltungen von Kreditkonditionen wie Zinssätzen, Sicherheiten, Bürgschaften, ...) und ist von im Zeitverlauf veränderlichen Größen abhängig, beispielsweise von der durchschnittlichen Ausfallquote.

## Umrechnung kategorialer in ordinale Schätzgütemaße
Moderne Insolvenzprognoseverfahren basieren nicht mehr auf kategorialen, sondern auf ordinalen oder kardinalen Insolvenzprognosen. Speziell für ordinale Insolvenzprognosen existieren mittlerweile etablierte Schätzgütemaße. Ordinale Schätzgütemaße bewerten dabei die Klassifikationsleistung eines Insolvenzprognoseverfahrens nicht anhand einer einzigen, willkürlich bestimmten, Fehler-I-II-Kombination, sondern anhand der Gesamtheit aller möglichen mit dem Prognoseverfahren erzeugbaren Fehler-I-II-Kombinationen. Unter empirisch gut bewährten Annahmen lässt sich die ordinale Schätzgüte eines Verfahrens anhand einer einzigen Fehler-I-II-Kombination wie folgt abschätzen:
{\displaystyle AR^{*}=0,5\cdot {\frac {\ln {F_{II}}-\ln {(1-F_{I})}}{\ln {F_{II}}+\ln {(1-F_{I})}}}+0,5\cdot {\frac {\ln {F_{I}}-\ln {(1-F_{II})}}{\ln {F_{I}}+\ln {(1-F_{II})}}}}
mit AR* ... Accuracy Ratio,
FI ... Fehler I. Art,
FII ... Fehler II. Art